# Математичко-географски положај
Математичко-географски положај је положај неке тачке на Земљиној површини у односу на удаљености од екватора и почетног меридијана. Изражава се у степенима, минутима и секундама географске ширине и географске дужине.